# Oscar Charleston
Oscar McKinley Charleston (14 de octubre de 1896 - 5 de octubre de 1954) fue un jugador de béisbol de Estados Unidos que actuó como jardinero central en las Ligas Negras del béisbol americano desde 1915 hasta 1945. Además, dirigió varios equipos durante este período.
Nació en Indianapolis, Indiana y se unió al ejército con 15 años con el que estuvo en Filipinas. A su regreso a Estados Unidos, comenzó inmediatamente su carrera deportiva con los Indianapolis ABS´s en 1915. Actuó como jugador y/o mánager para los ABC´s, Chicago American Giants, Lincoln Stars, St. Louis Cardinals, Harrisburg Giants, Philadelphia Hilldales, Hoestead Grays y Pittsburgh Crawfords.
Charleston estuvo entre los jugadores más renombrados de su tiempo, fue un gran bateador tanto de fuerza como de contacto y uno de los mejores defensores del jardín central de todos los tiempos. Su promedio de bateo, a lo largo de su carrera, fue de .348, terminando regularmente entre los líderes de la Liga tanto en cuadrangulares como en bases robadas.
Charleston ingresó al Salón de la Fama en 1976. En 1999, “The Sporting News” lo ubicó en el puesto 67 de la lista de los 100 mejores jugadores de béisbol de la historia (100 Greatest Baseball Players), siendo uno de los cinco jugadores elegidos que jugaron toda o la mayor parte de su carrera en la Ligas Negras anteriores a 1947. Igualmente fue nominado como finalista para el Juego de la Centuria de las Grandes Ligas (Major League Baseball All-Century Team). El analista y escritor de béisbol Bill James, en su libro “The New Bill James Historical Baseball Abstract” ubicó a Charleston como el cuarto mejor jugador de la historia del béisbol.